# HD 117207
HD 117207 — звезда в созвездии Центавра на расстоянии около 108 световых лет от нас. Вокруг звезды обращается, как минимум, одна экзопланета.

## Характеристики
HD 117207 представляет собой жёлтый субгигант. Её масса практически равна массе Солнца: 1,04 массы нашего дневного светила. Температура поверхности звезды достигает 5724 кельвинов. Возраст звезды оценивается приблизительно в 7,1 миллиардов лет.

## Планетная система
В 2004 году группой астрономов было объявлено об открытии планеты-гиганта HD 117207 b в системе. Её масса составляет 1,8 масс Юпитера, она обращается на расстоянии 3,79 а.е. от родительской звезды. Год на ней длится 2597  суток.